# Autodromo

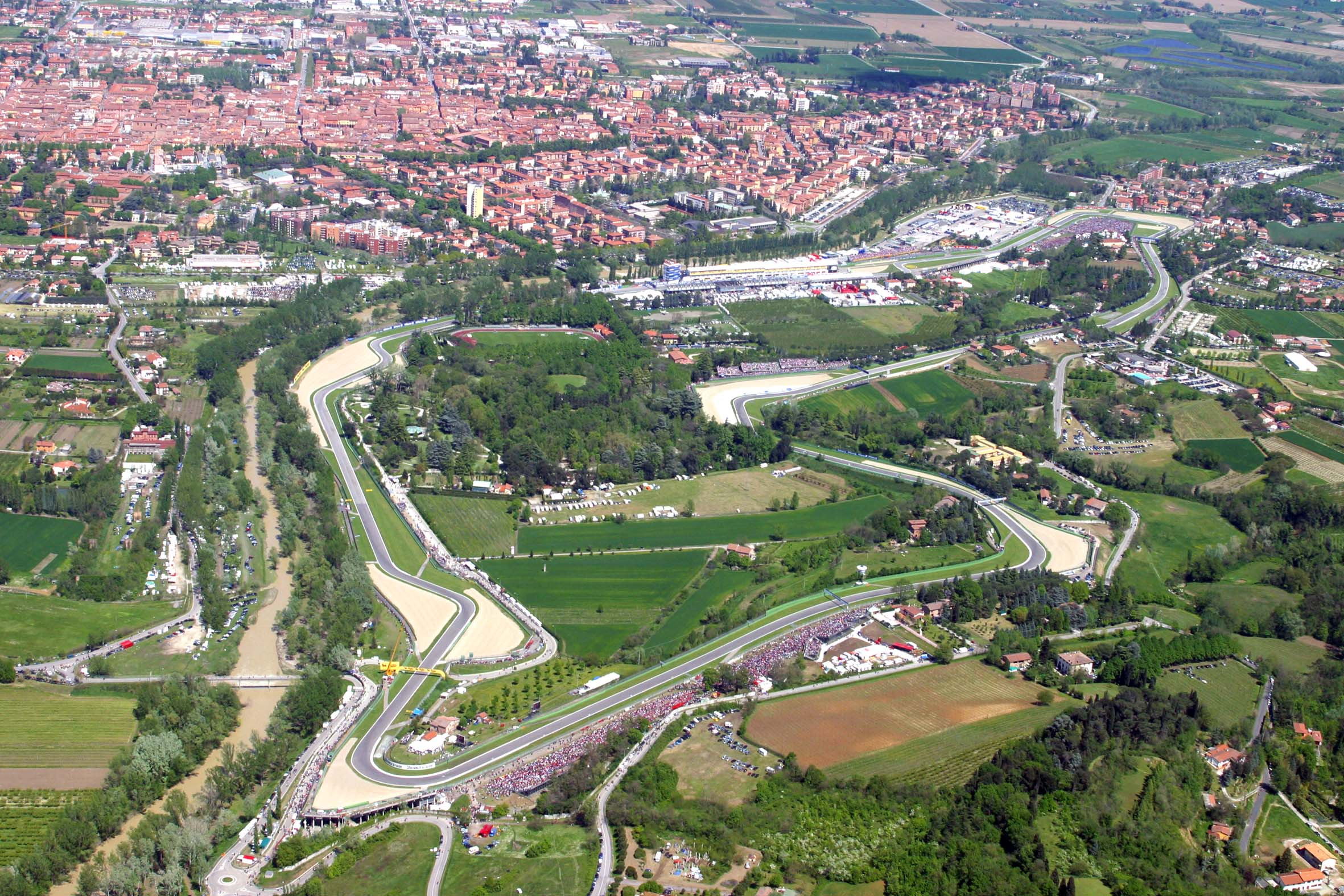
Vista aerea dell'autodromo Enzo e Dino Ferrari di Imola

Un autodromo [pronuncia autòdromo] è un impianto sportivo dove si tengono competizioni motoristiche. Si tratta di impianti che propongono percorsi di diversa difficoltà per mettere alla prova le capacità di guida dei piloti e le caratteristiche costruttive dei veicoli che vi corrono.
Pur essendo il termine riferito all'impianto e non strettamente al campo di gara delle gare motoristiche cioè il circuito, il tracciato o la pista, il termine autodromo è spesso utilizzato come loro sinonimo.

## Tipi di autodromo

### Per tipologia di strutture dell'impianto
- permanente: le strutture di questi autodromi sono costruite per durare nel tempo e sono collocate all'interno di un'area delimitata e chiusa come un qualsiasi impianto sportivo.
- semipermanente: è composto da una parte permanente e una temporanea che viene di norma allestita solo per gli eventi di maggiore importanza.
- temporaneo: le sue strutture vengono montate solo in occasione dei giorni dell'evento e smontate alla fine dell'evento stesso. Tipico esempio ne sono i circuiti cittadini, dove i box, le tribune, i varchi di accesso e il resto vengono subito rimossi per poter tornare alla libera circolazione nelle strade dove si sono appena svolte le gare.

### Per disegno del tracciato

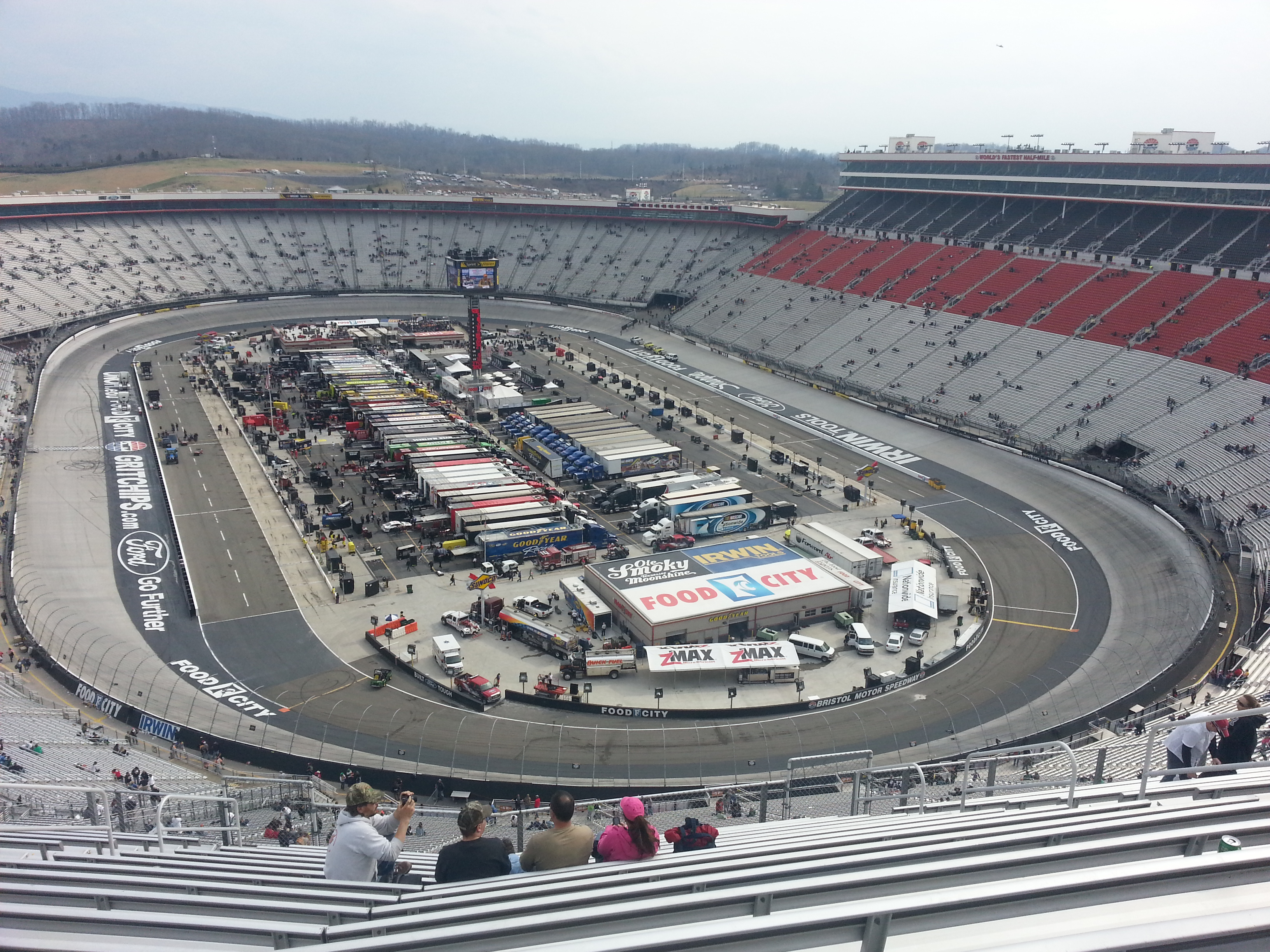
L'ovale del Bristol Motor Speedway

- stradale: originariamente erano così definiti i circuiti ricavati chiudendo al traffico alcune strade di campagna. Attualmente sono chiamati così i tracciati appositamente disegnati con rettilinei e curve di vario raggio e lunghezza tali da ricordare strade aperte (ad es. Monza, il Nürburgring e Spa-Francorchamps).
- cittadino: è ricavato chiudendo al traffico alcune vie in un centro abitato (ad es. Montecarlo).
- aeroportuale: è ricavato utilizzando la pista di decollo e i raccordi di un aeroporto (ad es. Silverstone)
- ovale: è composto da 2 o più tratti rettilinei raccordati da un omologo numero di curve, che nella quasi totalità dei casi sono sopraelevate con un angolo costante durante la percorrenza della curva stessa. (ad es. Indianapolis)
  - ovale esteso: circuito ovale che è integrato da una parte con caratteristiche da circuito 'stradale' (ad es. Linas-Montlhéry e il tracciato completo di Monza).
- striscia di accelerazione (in inglese: Dragstrip): è composta da due corsie affiancate dove i concorrenti gareggiano in accelerazione da fermo fino a raggiungere il traguardo, posto a una distanza prestabilita. A differenza degli altri tracciati non può definirsi un circuito, in quanto non è chiuso su se stesso e la partenza e l'arrivo non coincidono.

### Per uso dell'impianto
- per competizioni: dotati di aree per il pubblico, tribune e strutture di accoglienza. Hanno un tracciato principale e non di rado hanno anche configurazioni ridotte o secondarie. I loro profitti provengono principalmente dalla vendita dei biglietti degli eventi sportivi e dagli introiti derivanti dalle "giornate in pista", quando i privati possono percorrere il tracciato con il proprio veicolo mediante pagamento.

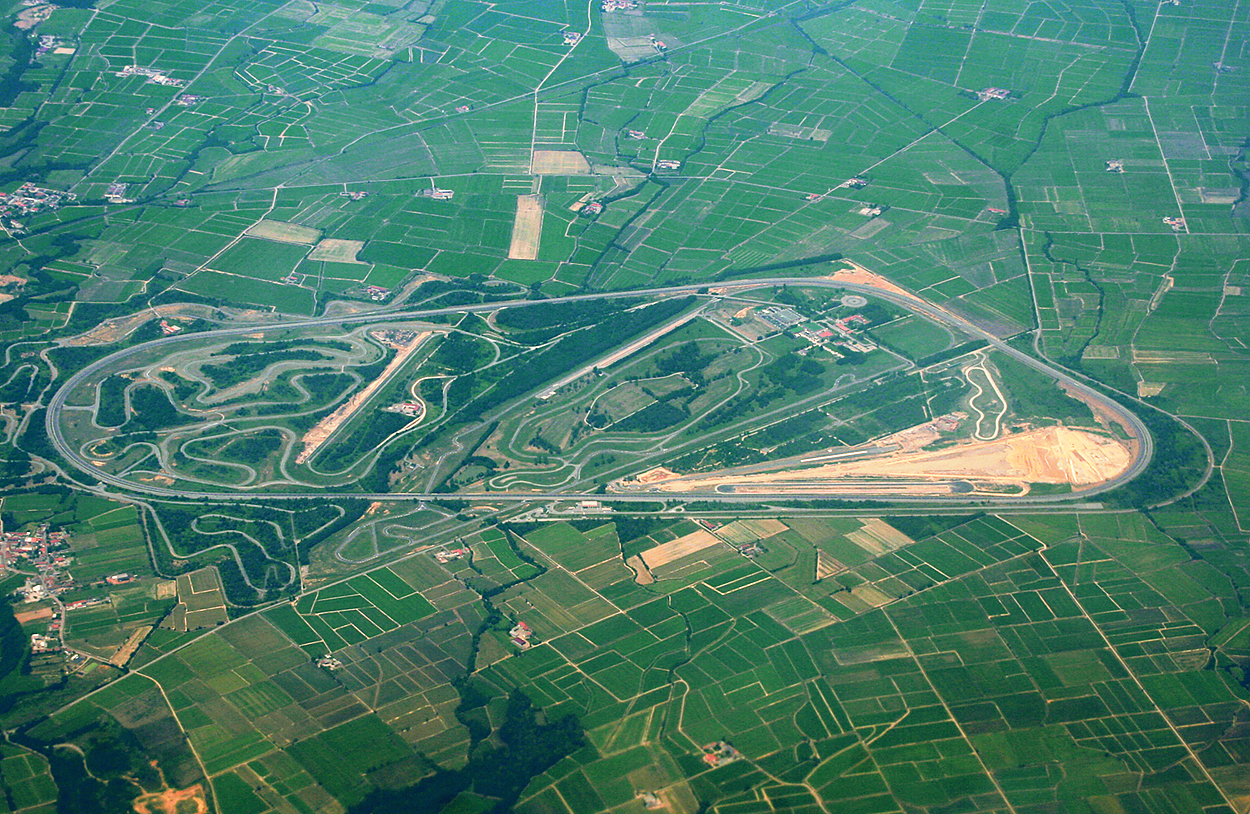
Vista aerea del complesso di tracciati del Centro Sperimentale Balocco.

- per test e prove: chiusi al pubblico, sono spesso dotati di una molteplicità di tracciati spesso molto diversi e indipendenti tra di loro, disegnati per testare di volta in volta specifiche caratteristiche o particolari componenti dei veicoli che vi accedono.
I profitti di questi impianti provengono soprattutto dai canoni di noleggio a loro pagati dalle aziende motoristiche che li utilizzano per migliorare i loro prodotti, spesso in esclusiva e lontano da occhi indiscreti, il che a volte implica anche la presenza di complessi sistemi di sorveglianza e sicurezza per difendere la riservatezza dei prototipi ivi collaudati.